# خانقاه (فريمان)
خانقاه (بالفارسية: خانقاه) هي قرية تقع في قسم سفيدسنغ الريفي في إيران. يقدر عدد سكانها بـ 26 نسمة .